# Стольненське (заповідне урочище)
Сто́льненське — лісове заповідне урочище в Україні. Розташоване в межах Менського району Чернігівської області, на південний захід від села Стольне. 
Площа 1072,6 га. Статус присвоєно згідно з рішенням Чернігівської обласної ради від 11.04.2000 року і від 15.06.2004 року. Перебуває у віданні ДП «Чернігівське лісове господарство (Березнянське л-во, кв. 49). 
Статус присвоєно для збереження лісового масиву з сосновими насадженнями віком 60—110 років, у домішку — береза. Також зростають дуби, деякі віком до 200 р., які є лісовим генетичним резервом. 